# São Luis do Piauí
São Luis do Piauí este un oraș în Piauí (PI), Brazilia.